# Flatt's Village
Flatt's Village är en ort i Bermuda (Storbritannien).   Den ligger i parishen Smith's, i den centrala delen av landet, 5 km nordost om huvudstaden Hamilton. Flatt's Village ligger 28 meter över havet och antalet invånare är 412.
Terrängen runt Flatt's Village är platt. Havet är nära Flatt's Village åt nordost. Trakten är glest befolkad. Närmaste större samhälle är Saint George, 8,9 km nordost om Flatt's Village. 